# Andevil
Andevil ist eine osttimoresische Aldeia im Sucos Bairro Pite (Verwaltungsamt Dom Aleixo, Gemeinde Dili). 2015 lebten in Andevil 2696 Menschen.

## Lage und Einrichtungen
Andevil liegt im Nordwesten des Sucos Bairro Pite, im Stadtteil Hudilaran (deutsch Bananenhain). Östlich liegen die Aldeias Laloran und Licarapoma, südöstlich Teki-Teki und südlich Bita-Ba. Im Westen grenzt Andevil an den Suco Comoro und im Norden, jenseits der Avenida Nicolau Lobato an den Suco Kampung Alor.
An der Ecke Avenida Nicolau Lobato/Rua de Bedik-Hun liegt das Verteidigungsministerium Osttimors. Weiter entlang der Rua de Bedik-Hun nach Süden befindet sich gegenüber die Agentur für Nationale Entwicklung ADN (tetum Ajensia de Dezenvolvimentu Nasional, portugiesisch Agência de Desenvolvimento Nacional). Das Gebäude beherbergte auch das zwischen 2015 und 2017 und zwischen 2018 und 2020 bestehende Ministerium für Projekte und strategische Investitionen.